# Alfabetizzazione all'intelligenza artificiale
L'alfabetizzazione all'intelligenza artificiale (in inglese: AI literacy) è l'abilità di comprendere, utilizzare, monitorare e riflettere criticamente sulle applicazioni di AI. Il termine si riferisce solitamente all'insegnamento di competenze e conoscenze al grande pubblico, in particolare a coloro che non sono esperti di intelligenza artificiale.
Sempre più persone considerano l'alfabetizzazione all'intelligenza artificiale una competenza essenziale per gli studenti, sia a livello scolastico che universitario, tuttavia, alcuni docenti ne vietano l'uso in classe e nei compiti arrivando a punire severamente chi la utilizza, equiparandone l'uso a una forma di imbroglio.  L'intelligenza artificiale è oggi utilizzata in numerosi ambiti, tra cui auto a guida autonoma, gli assistenti virtuali e generazione automatica di testi da parte di modelli AI generativi. Per questo, è fondamentale che gli utenti siano in grado di prendere decisioni consapevoli riguardo all'uso di questi strumenti. L'alfabetizzazione all'intelligenza artificiale pertanto può influenzare significativamente le future prospettive nel mondo del lavoro degli studenti.

## Definizioni
Una delle prime e più diffuse definizioni di alfabetizzazione all'intelligenza artificiale la descrive come "un insieme di competenze che consente agli individui di valutare criticamente le tecnologie di intelligenza artificiale, comunicare e collaborare efficacemente con esse, e utilizzare l'intelligenza artificiale come strumento online, a casa e sul posto di lavoro."
Definizioni più recenti includono competenze come la capacità di comprendere, utilizzare, monitorare e riflettere criticamente sulle applicazioni dell'intelligenza artificiale,  oppure la capacità di comprenderla, utilizzarla, valutarla e agire in modo etico nel suo utilizzo nell'AI.
L'alfabetizzazione all'intelligenza artificiale è strettamente connessa ad altre forme di alfabetizzazione. Essa presuppone una solida alfabetizzazione digitale, mentre quella scientifica e computazionale possono costituirne basi fondamentali. Anche l'alfabetizzazione ai dati presenta numerose sovrapposizioni, contribuendo a sviluppare una comprensione più completa dell'IA e dei suoi impatti.

## Categorie
L'alfabetizzazione all'intelligenza artificiale comprende diverse dimensioni, tra cui la comprensione teorica del funzionamento dell'IA, la capacità di utilizzare tecnologie basate su IA e la valutazione critica dei suoi impatti, inclusi gli aspetti etici.

### Conoscere e comprendere l'intelligenza artificiale
La conoscenza e la comprensione dell'intelligenza artificiale riguardano una comprensione di base di cosa sia l'IA e di come funzioni. Questo comprende la familiarità con gli algoritmi di apprendimento automatico, nonché la consapevolezza dei limiti e dei bias insiti nei sistemi basati su IA. Chi possiede tali competenze dovrebbe anche conoscere le diverse tecnologie che impiegano l'intelligenza artificiale, come i sistemi cognitivi, la robotica e il machine learning.

### Utilizzare e applicare l'intelligenza artificiale
L'uso e l'applicazione dell'intelligenza artificiale si riferiscono alla capacità di impiegare strumenti basati su IA per risolvere problemi e svolgere compiti complessi, come la programmazione e l'analisi dei big data.

### Valutare e creare l'intelligenza artificiale
La valutazione e la creazione si riferiscono alla capacità di valutare criticamente la qualità e l'affidabilità dei sistemi di IA. Si riferiscono anche alla progettazione e alla realizzazione di sistemi di IA equi ed etici. Per valutare correttamente, gli utenti dovrebbero anche imparare in quali aree l'IA è forte e in quali è debole.

### Etica IA
L'etica dell'intelligenza artificiale riguarda la comprensione delle implicazioni morali legate all'uso dell'IA e la capacità di prendere decisioni informate sull'impiego di tali tecnologie . Questo include considerazioni quali:
- Responsabilità (Accountability): indica l'obbligo degli attori coinvolti nei sistemi di intelligenza artificiale di rispondere delle azioni di tali sistemi e di garantirne la conformità agli ideali etici.[6]
- Accuratezza: consiste nell'identificare e segnalare le fonti di errore e di incertezza presenti negli algoritmi e nei dati, al fine di garantire risultati affidabili e coerenti.[6]
- Verificabilità:  implica la possibilità per soggetti terzi di esaminare e valutare il comportamento degli algoritmi, resa possibile da una condivisione trasparente e accessibile delle informazioni relative al loro funzionamento.[6]
- Spiegabilità: garantire che le decisioni assunte dagli algoritmi, così come i dati su cui si basano, possano essere comprese e comunicate in un linguaggio semplice e accessibile.[6]
- Equità:  consiste nel prevenire bias e discriminazioni nei sistemi di intelligenza artificiale, tenendo conto di prospettive diverse e garantendo un trattamento giusto per tutti gli utenti.[6] Un aspetto cruciale per promuovere l'equità è l'aumento della diversità tra i ricercatori e i progettisti che operano nel settore dell'IA.[7]
- Centralità umana e benessere: dare priorità al benessere, ai diritti e alla dignità delle persone nello sviluppo, nella progettazione e nell'implementazione dei sistemi di intelligenza artificiale, assicurandosi che tali tecnologie siano al servizio degli esseri umani.[6]
- Allineamento ai diritti umani: garantire che la tecnologia non violi i diritti umani riconosciuti a livello internazionale.[6]
- Inclusività: assicurare che l'intelligenza artificiale sia accessibile e utile a tutte le persone, indipendentemente da età, genere, provenienza, livello di istruzione, abilità o condizione socioeconomica, promuovendo la partecipazione equa nello sviluppo e nell'uso delle tecnologie.
- Progresso: orientare lo sviluppo e l'applicazione dell'intelligenza artificiale verso iniziative che generino un impatto positivo e duraturo per la società, promuovendo innovazioni di alto valore etico, sociale e culturale.[6]
- Responsabilità, affidabilità e trasparenza:  promuovere la fiducia nei sistemi di intelligenza artificiale garantendo che siano progettati e gestiti in modo responsabile, affidabile e trasparente, assicurando equità nei processi decisionali e possibilità di controllo da parte degli utenti.[6]
- Robustezza e sicurezza: garantire che i sistemi di intelligenza artificiale siano sicuri, protetti da accessi non autorizzati, resilienti a manipolazioni e resistenti a violazioni dei dati (data breach), tutelando così utenti e infrastrutture.[6]
- Sostenibilità: orientare lo sviluppo e l'implementazione dell'intelligenza artificiale verso soluzioni che generino benefici duraturi, tenendo conto dell'impatto ambientale, sociale ed economico nel lungo periodo.[6]

### Abilitare l'IA
supportare lo sviluppo e l'impiego dell'intelligenza artificiale promuovendo l'acquisizione di conoscenze e competenze correlate, come la programmazione, la statistica e l'analisi dei dati.

#### Commissione Europea e AI Literacy
L'Articolo 4 dell'AI Act dell'Unione Europea stabilisce che i fornitori e gli utilizzatori di sistemi di intelligenza artificiale, nonché chi agisce per loro conto, devono garantire livelli adeguati di alfabetizzazione all'IA. Secondo la definizione contenuta nell'articolo 3 comma 56, questa alfabetizzazione include competenze, conoscenze e comprensione necessarie a usare l'IA in modo informato, consapevole dei rischi e delle opportunità.
Le organizzazioni devono assicurare che:
- i collaboratori abbiano una comprensione generale di cosa sia l'IA, come funzioni e quali siano i suoi rischi e potenzialità;
- conoscano il ruolo specifico che l'organizzazione ricopre (sviluppatore o utilizzatore);
- comprendano i rischi specifici legati ai sistemi impiegati e siano preparati a gestirli;
- ricevano una formazione proporzionata al livello di rischio associato all'IA utilizzata, in particolare per i sistemi ad alto rischio.

Non sono previsti formati obbligatori per questi programmi, ma non è sufficiente affidarsi alle istruzioni d'uso: è necessario predisporre percorsi formativi specifici e documentati, anche se non certificati formalmente.
L'obbligo è in vigore dal 2 febbraio 2025, mentre l'enforcement partirà dal 3 agosto 2026. Nel frattempo, la Commissione Europea ha pubblicato un living repository con esempi di buone pratiche raccolti tra i partecipanti all'AI Pact, e ha avviato una raccolta di ulteriori contributi tramite sondaggio pubblico.

##### Il Living Repository dell'AI Pact
Il Living Repository promosso dalla Commissione Europea raccoglie esempi concreti di iniziative per l'alfabetizzazione all'IA attuate da enti pubblici, imprese, scuole, università e organizzazioni della società civile. Il repository è aggiornato regolarmente e rappresenta una risorsa dinamica per individuare buone pratiche, replicarle e adattarle in nuovi contesti. Ogni iniziativa è descritta indicando il pubblico di riferimento, gli obiettivi, i formati educativi, le competenze promosse e gli aspetti etici affrontati. Questo strumento serve a rafforzare l'attuazione dell'AI Act, supportando un'adozione consapevole dell'intelligenza artificiale in Europa.

###### Il piano Europeo su talento, competenze e alfabetizzazione all'IA
Oltre all'AI Act e al Living Repository, la Commissione ha intrapreso ulteriori azioni strutturali con il piano AI Continent Action Plan, volto a:
- aumentare l'offerta formativa in IA (università, master, dottorati);
- costituire l'AI Skills Academy[11] con programmi avanzati, fellowship, borse di studio e schemi di reinserimento ("returnship"), con particolare attenzione alle donne;
- attrazione e rientro di talenti tramite pool e partnership europee;
- coinvolgere gli European Digital Innovation Hubs (EDIHs) come centri di formazione e aggiornamento per l'IA.

Questo quadro strategico va ad integrare l'AI Literacy sul piano normativo, creando un ecosistema di formazione, innovazione e inclusione che sostiene la costruzione di un'Europa pronta per l'IA.
Queste azioni sono parte di una strategia più ampia che include anche:
- la costruzione di infrastrutture AI avanzate come AI Factories[12] e Gigafactories;
- l’implementazione della Data Union Strategy [13]e dei data labs per promuovere accesso a dati di qualità;
- l’azione Apply AI Strategy[14], che estende l’uso dell’IA in settori strategici come sanità, PA ed e-commerce;
- l’iniziativa Union of Skills[15], per favorire la mobilità e il continuo aggiornamento delle competenze digitali.

Questo quadro strategico va ad integrare l’AI Literacy sul piano normativo, infrastrutturale ed educativo, creando un ecosistema di formazione, innovazione e inclusione che sostiene la costruzione di un’Europa pronta per l’IA.

## Diffusione
Diversi governi hanno riconosciuto l'importanza di promuovere l'alfabetizzazione all'intelligenza artificiale, anche tra la popolazione adulta. Iniziative di questo tipo sono state avviate, tra gli altri, negli Stati Uniti, in Cina, in Germania e in Finlandia. I programmi rivolti al grande pubblico sono generalmente composti da moduli online brevi, accessibili e di facile comprensione. Quelli pensati per i bambini si basano spesso su attività progettuali e approcci esperienziali. I percorsi destinati agli studenti delle scuole superiori e delle università, invece, tendono ad adattarsi alle esigenze professionali specifiche, in base al loro campo di studio. Al di fuori del sistema educativo formale, l'alfabetizzazione all'intelligenza artificiale può essere promossa anche all'interno della comunità, attraverso iniziative organizzate in spazi pubblici come biblioteche o musei.

### Scuole
Le scuole adottano diverse strategie e approcci pedagogici per promuovere l'alfabetizzazione all'intelligenza artificiale 
Queste includono:
- Eseguire un test di Turing con un agente intelligente
- Creare chatbot
- Sviluppare app utilizzando la programmazione visuale o a blocchi[18]
- Apprendere attraverso progetti (project-based learning)
- Costruire robot
- Visualizzare dati e informazioni
- Addestrare modelli di intelligenza artificiale

I percorsi formativi specifici sull'intelligenza artificiale possono migliorare la comprensione, da parte degli studenti, di argomenti come l'apprendimento automatico, le reti neurali e il deep learning.

#### Caso di studio: DAILy
Il programma DAILy (Developing AI Literacy), sviluppato dal MIT e dalla Boston University, ha l'obiettivo di aumentare l'alfabetizzazione all'intelligenza artificiale tra gli studenti delle scuole medie. Si articola in un laboratorio della durata di 30 ore, durante il quale vengono affrontati temi come l'introduzione all'intelligenza artificiale, i sistemi logici (alberi decisionali), l'apprendimento supervisionato, le reti neurali, l'apprendimento computazionale, i deepfake e i generatori di linguaggio naturale. Gli studenti sono invitati ad analizzare le implicazioni morali, sociali e professionali associate a ciascuno di questi argomenti.

### Istruzione superiore
Fino alla seconda decade del XXI secolo, l'intelligenza artificiale era studiata principalmente all'interno dei corsi STEM. Successivamente, sono emerse iniziative mirate a promuovere l'educazione all'intelligenza artificiale, con un'attenzione specifica all'alfabetizzazione in questo ambito. La maggior parte dei corsi inizia con uno o più moduli introduttivi che affrontano domande fondamentali: che cos'è l'intelligenza artificiale, da dove proviene, cosa è in grado di fare e quali sono i suoi limiti. Quasi tutti i percorsi formativi trattano anche l'apprendimento automatico (machine learning) e il deep learning. Alcuni corsi includono inoltre riflessioni sulle questioni etiche legate all'uso dell'IA.

#### Caso di studio: Università della Florida
Presso l'Università della Florida è stato avviato un ampio programma per integrare l'intelligenza artificiale nei percorsi formativi di tutte le discipline. L'obiettivo era fornire agli studenti universitari le competenze necessarie per affrontare il mercato del lavoro del XXI secolo.Nel quadro di questa iniziativa, sono stati assunti oltre 100 nuovi docenti. Ogni studente era tenuto a seguire un corso introduttivo sull'intelligenza artificiale, insieme a un corso su etica, informazione e tecnologia. Inoltre, poteva scegliere un ulteriore insegnamento da una gamma di ambiti disciplinari, tra cui medicina e economia. Gli studenti che completavano con successo tutti e tre i corsi ricevevano un certificato ufficiale a riconoscimento delle competenze acquisite.